# Paleopsephurus wilsoni
Paleopsephurus wilsoni — викопний вид осетроподібних риб родини Веслоносові (Polyodontidae). Риба існувала у кінці крейдового періоду. Скам'янілі рештки виду знайдені у формації Гелл-Крік у штаті Монтана, США. Вид описаний по трьох зразках, що зараз зберігається у Музеї палеонтології Мічиганського університету.